# 急傾斜地の崩壊による災害の防止に関する法律
急傾斜地の崩壊による災害の防止に関する法律（きゅうけいしゃちのほうかいによるさいがいのぼうしにかんするほうりつ、昭和44年7月1日法律第57号）は、急傾斜地の崩壊による災害から国民の生命を保護するため、急傾斜地の崩壊を防止するために必要な措置を講じ、もって民生の安定と国土の保全とに資することを目的とすることに関する法律である。通称「急傾斜地法」。
戦後の一連の災害対策立法の中では後発であるが、それまでの国土保全に着目した各法と異なり、「国民の生命の保護」に力点を置いた初の立法である。
2000年5月の土砂災害防止法制定に伴い、従来本法が有していた一部の規定は同法に引き継がれた。

## 構成
- 第一章 総則（第1条―第5条）
- 第二章 急傾斜地崩壊危険区域に関する管理等（第6条―第20条）
- 第三章 急傾斜地崩壊危険区域に関する費用（第21条―第23条）
- 第四章 雑則（第24条―第26条の2）
- 第五章 罰則（第27条―第30条）
- 附則

## 沿革
- 戦後の法制度の整備の中で、国土保全・災害対策のための政策は、砂防法、宅地造成及び特定盛土等規制法、地すべり等防止法、森林法などの枠組みの中で、運用や予算措置を駆使して行われてきた[3]。
- 1966年10月には「山津波等に対する警戒体制の確立について」（都道府県知事あて建設省河川局長通達）が発されるなど、行政では通達による対策も講じていたが限界があった[3]。
- 1967年の集中豪雨で広域に甚大な被害が生じたことなどを受け、これらの法律を補完して総合的ながけ崩れ対策を講じるための立法が求められるようになった[3]。
- 国会での継続審議を経て、1969年、本法が制定された[3]。国民が被害を受けることを避けるという観点から規制対象を画定するなど、従来の立法例にない新たなソフト対策を盛りんだ点で画期的なものであった[4]。
- しかし本法の目標は必ずしも達成されず、1982年には長崎大水害が発生し、土石流などの土砂災害で多くの人的被害が生じ、行政は通達によりハード・ソフトを総合した土砂災害対策を講じることになった[5]。
- 2000年5月、土石流対策などのソフト面を明文化した土砂災害警戒区域等における土砂災害防止対策の推進に関する法律（土砂災害防止法）が制定されたことに伴い、本法からは以下のような規定が土砂災害防止法に移設された[2]。これにより、土砂災害対策における「国民の生命の保護」という目的は、本法と土砂災害防止法の相互補完により実現される体制となった[4]。
  - 第1条（目的規定）のうち「崩壊に対しての警戒避難体制を整備」の文言
  - 第9条（土地の保全等）のうち「被害を受けるおそれが著しいと認められる家屋の移転」
  - 第19条（災害危険区域の指定）
  - 第20条（警戒避難体制の整備）

## 主な規制

### 急傾斜地崩壊危険区域
急傾斜地崩壊危険区域とは、急傾斜地法3条に基づき都道府県知事が指定した、以下のような区域をいう。
1. 崩壊するおそれのある急傾斜地（傾斜度30度以上。以下同じ。）で、その崩壊により相当数の居住者その他の者に被害のおそれのあるもの
2. 1.に隣接する土地のうち、急傾斜地の崩壊が助長・誘発されるおそれがないようにするため、一定の行為制限の必要がある土地の区域

### 急傾斜地崩壊危険区域内における行為制限
急傾斜地崩壊危険区域においては以下のような行為は禁止され、これを行うためには都道府県知事の許可が必要となる（急傾斜地法第7条1項）。
1. 水の浸透を助長する行為
2. 急傾斜地崩壊防止施設以外の施設または工作物の新築または改良で政令で定めるもの
3. のり切、切土、掘削または盛土
4. 立竹木の伐採
5. 木竹の滑下または地引による搬出
6. 土石の採取または集積
7. 上記の他、急傾斜地の崩壊を助長・誘発するおそれのある行為で政令で定めるもの